# NordBalt
NordBalt est une interconnexion électrique d'une capacité de 700 MW entre la Suède et la Lituanie. Elle mesure 450 kilomètres de long dont 400 km sous l'eau. La pose de NordBalt a eu lieu entre avril 2014 et décembre 2015. Elle est gérée par Svenska Kraftnät et Litgrid. Elle a un coût de 580 millions d'euros.